# Jo’aw Bruck
Jo’aw Bruck (heb. יואב ברוק, ur. 6 marca 1972 w Aszkelonie) – izraelski pływak, uczestnik igrzysk olimpijskich.
Wystartował na igrzyskach olimpijskich trzykrotnie.
Po raz pierwszy dwudziestoletni Bruck wystartował podczas XXV Letnich Igrzysk Olimpijskich w 1992 w Barcelonie. Wystartował tam w dwóch konkurencjach pływackich. Na dystansie 50 metrów stylem dowolnym wystartował w siódmym wyścigu eliminacyjnym. Z czasem 23,72 zajął w nim szóste miejsce, a ostatecznie, w rankingu ogólnym, zajął trzydzieste drugie miejsce. Na dystansie 100 metrów stylem dowolnym wystartował w siódmym wyścigu eliminacyjnym, w którym, z czasem 51,46, zajął piąte miejsce. Ostatecznie uplasował się na trzydziestym pierwszym miejscu.
Cztery lata później Izraelczyk wystartował w trzech konkurencjach pływackich rozgrywanych na XXVI Letnich Igrzyskach Olimpijskich w Atlancie. Na dystansie 50 metrów stylem dowolnym wystartował w dziewiątym wyścigu eliminacyjnym. Z czasem 23,22 zajął w nim ósme miejsce, a ostatecznie, w rankingu ogólnym, zajął dwudzieste czwarte miejsce. Na dystansie 100 metrów stylem dowolnym wystartował w siódmym wyścigu eliminacyjnym, w którym, z czasem 50,61, zajął piąte miejsce. Ostatecznie uplasował się na dwudziestym drugim miejscu. Bruck płynął także na ostatniej zmianie męskiej sztafety 4 × 100 metrów stylem zmiennym. Ekipa izraelska zakwalifikowała się do finału, gdzie z czasem 3:42,90 zajęła ósme miejsce.
Po raz ostatni Jo’aw Bruck wystartował podczas XXVII Letnich Igrzysk Olimpijskich w 2000 w Sydney. Wystartował tam w czterech konkurencjach. Na dystansie 50 metrów stylem dowolnym wystartował w szóstym wyścigu eliminacyjnym. Z czasem 23,21 zajął w nim piąte miejsce, a ostatecznie, w rankingu ogólnym, zajął trzydzieste czwarte miejsce. Na dystansie 100 metrów stylem dowolnym wystartował w szóstym wyścigu eliminacyjnym, w którym, z czasem 51,62, zajął szóste miejsce. Ostatecznie uplasował się na trzydziestym ósmym miejscu. Bruck płynął także na ostatnich zmianach izraelskich sztafet. Na 4 × 100 metrów stylem zmiennym zawodnicy izraelscy zajęli siedemnaste miejsce z czasem 3:43,49, zaś na 4 × 100 metrów stylem dowolnym – miejsce czternaste, z nowym rekordem kraju 3:22,06.